# Darko Djukič
Darko Djukič (ur. 13 sierpnia 1980 w Lublanie) – słoweński trener piłkarski i piłkarz grający na pozycji napastnika. Od 2019 roku jest grającym trenerem austriackiego klubu DSG Sele/Zell.

## Sukcesy zawodnicze

### Klubowe
NK Maribor
- Mistrzostwo Słowenii: 2001/2002, 2002/2003

NK Domžale
- Mistrzostwo Słowenii: 2006/2007